# Kazune Kubota
Kazune Kubota (久保田 和音 Kubota Kazune?), född 1 januari 1997 i Aichi prefektur, är en japansk fotbollsspelare.
Kubota började sin karriär 2015 i Kashima Antlers. 2019 flyttade han till Fagiano Okayama.